# Mango (fruita)
|  | Per a altres significats, vegeu «Mango (desambiguació)». |

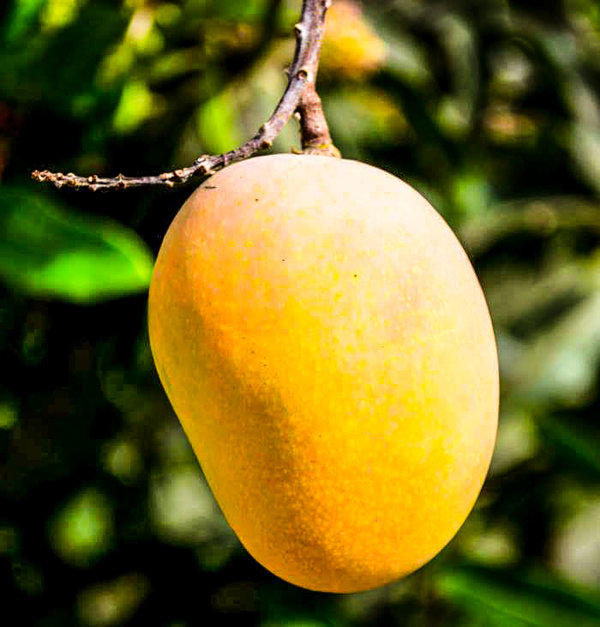
Fruita de mango

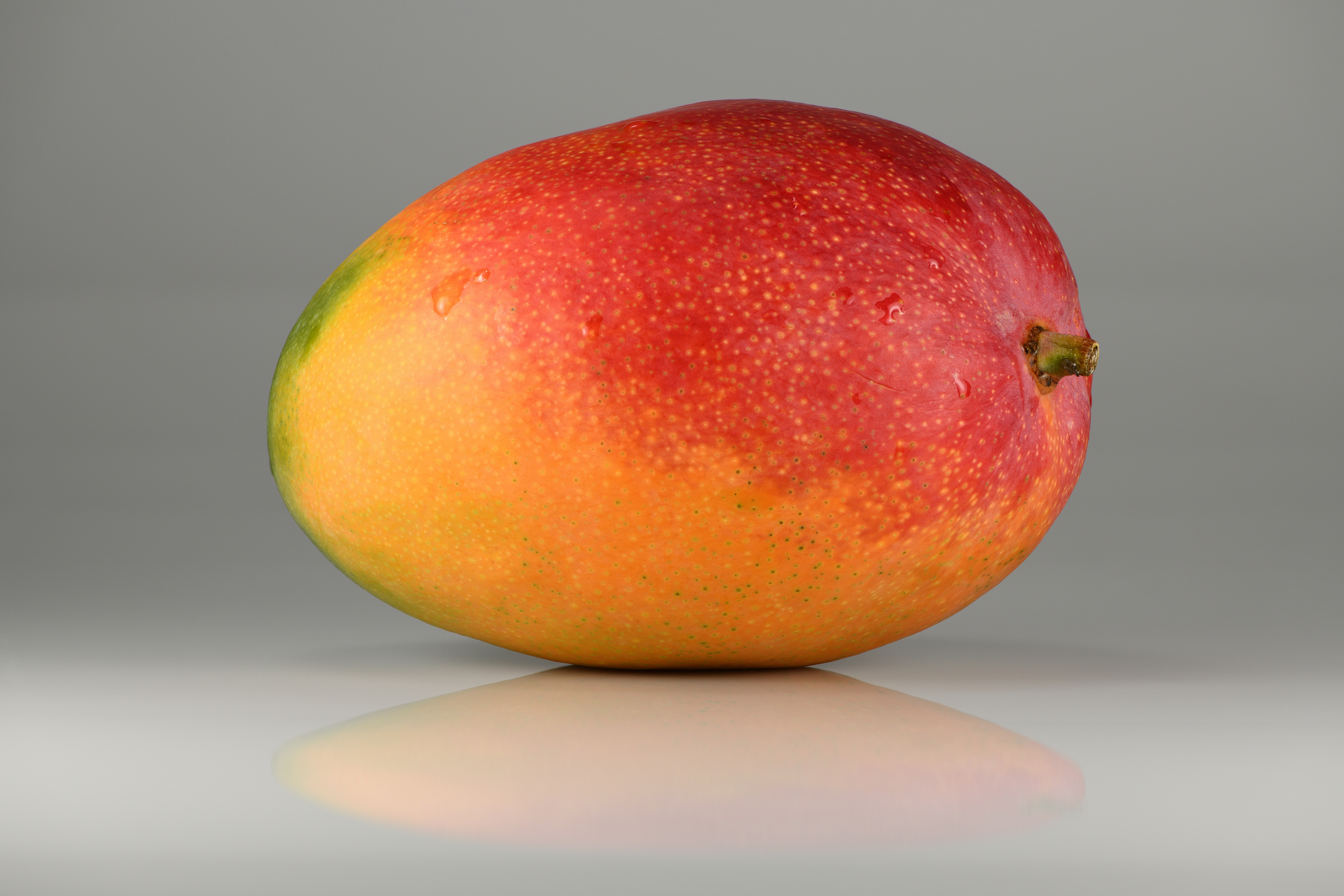
Fruita de mango

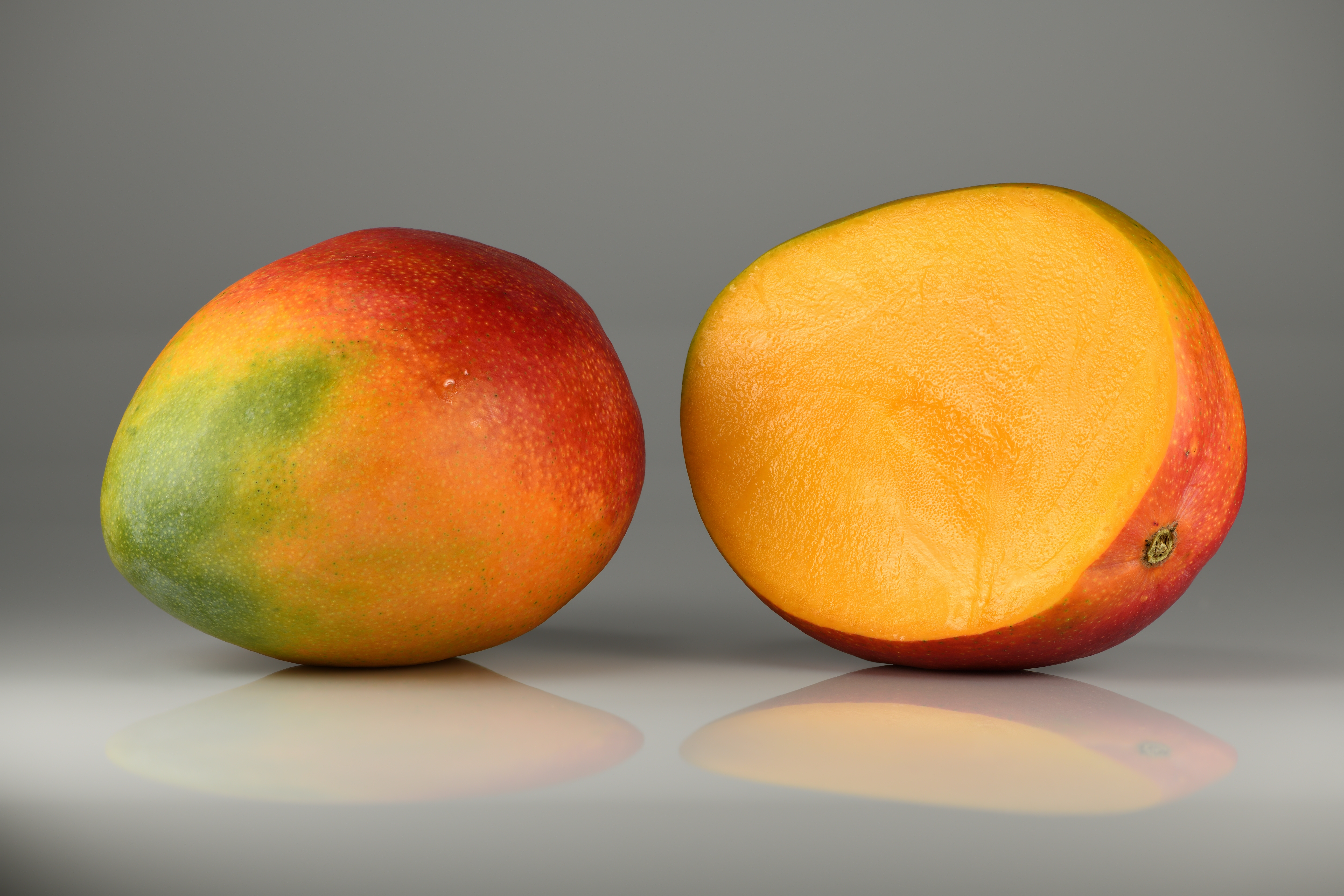
Fruita de mango

El mango és un fruit de drupa comestible produït per l'arbre tropical Mangifera indica probablement originari del nord-oest de Myanmar, Bangladesh i el nord-est de l'Índia. L'arbre M. indica ha estat conreat al sud i sud-est asiàtic des de temps remots donant lloc a dos tipus diferents de cultivars moderns de mango: el "tipus indi" i el "tipus del sud-est asiàtic". Altres espècies del gènere Mangifera també produeixen fruits comestibles que també s'anomenen "mangos", la majoria dels quals es troben a l'ecoregió de Malèsia.
A tot el món, hi ha diversos centenars de cultivars de mango. Depenent dels cultius, la fruita del mango varia en mida, forma, dolçor, color de pell i color de carn, que pot ser de color groc pàl·lid, daurat o taronja. El mango és el fruit nacional de l'Índia i el Pakistan, i l'arbre nacional de Bangladesh.

## Descripció
El mango és una fruita carnosa, el seu pes varia des dels 50 g. als 2 kg.
És una drupa, la seva carn s'adhereix a un gran nucli, pla i relliscós. Pot ser de forma rodona, oval o renal, i té una escorça de color groc, verd o vermell que cal eliminar, perquè conté substàncies irritants i, per tant, no és comestible.
La seva carn és de color groc fosc, cremós, gras i dolç, amb un fals sabor de préssec i flor. Depenent de la varietat o de la fruita massa madura, la carn de vegades es fibrosa.

## Etimologia
La paraula «mango» prové de l'idioma tàmil: māṅgai o mankay o del malailam māṅṅa des d'una arrel lingüística dravidiana a través de l'idioma portuguès (també manga). Aquesta paraula està testimoniada a Europa des del 1510 per l'italià Ludovico di Varthema com a manga; l'origen de la terminació actual en o no és clar.

## Taxonomia

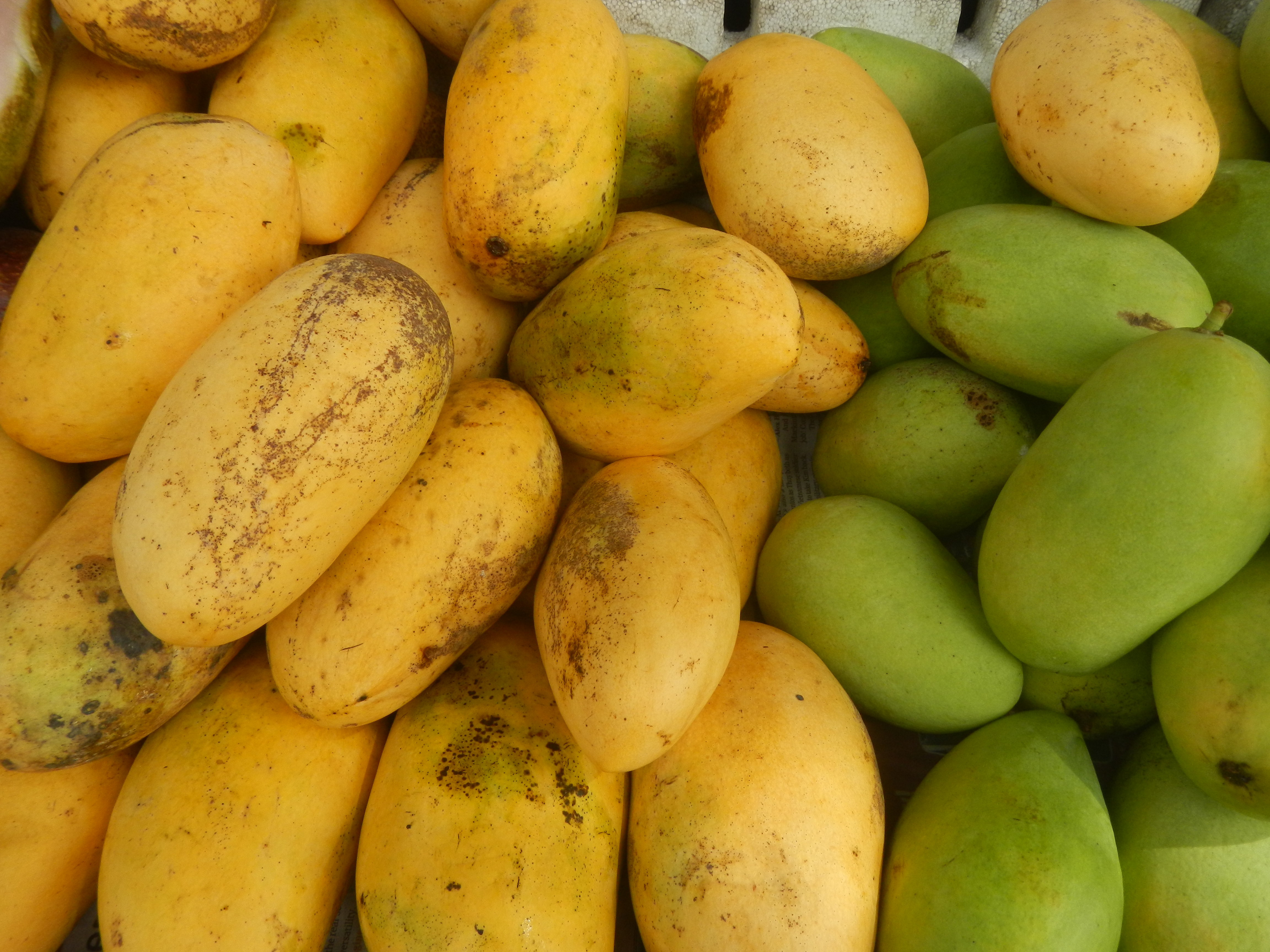
'Carabao', un conreu de mango poliembrionari típic del "tipus del sud-est asiàtic".

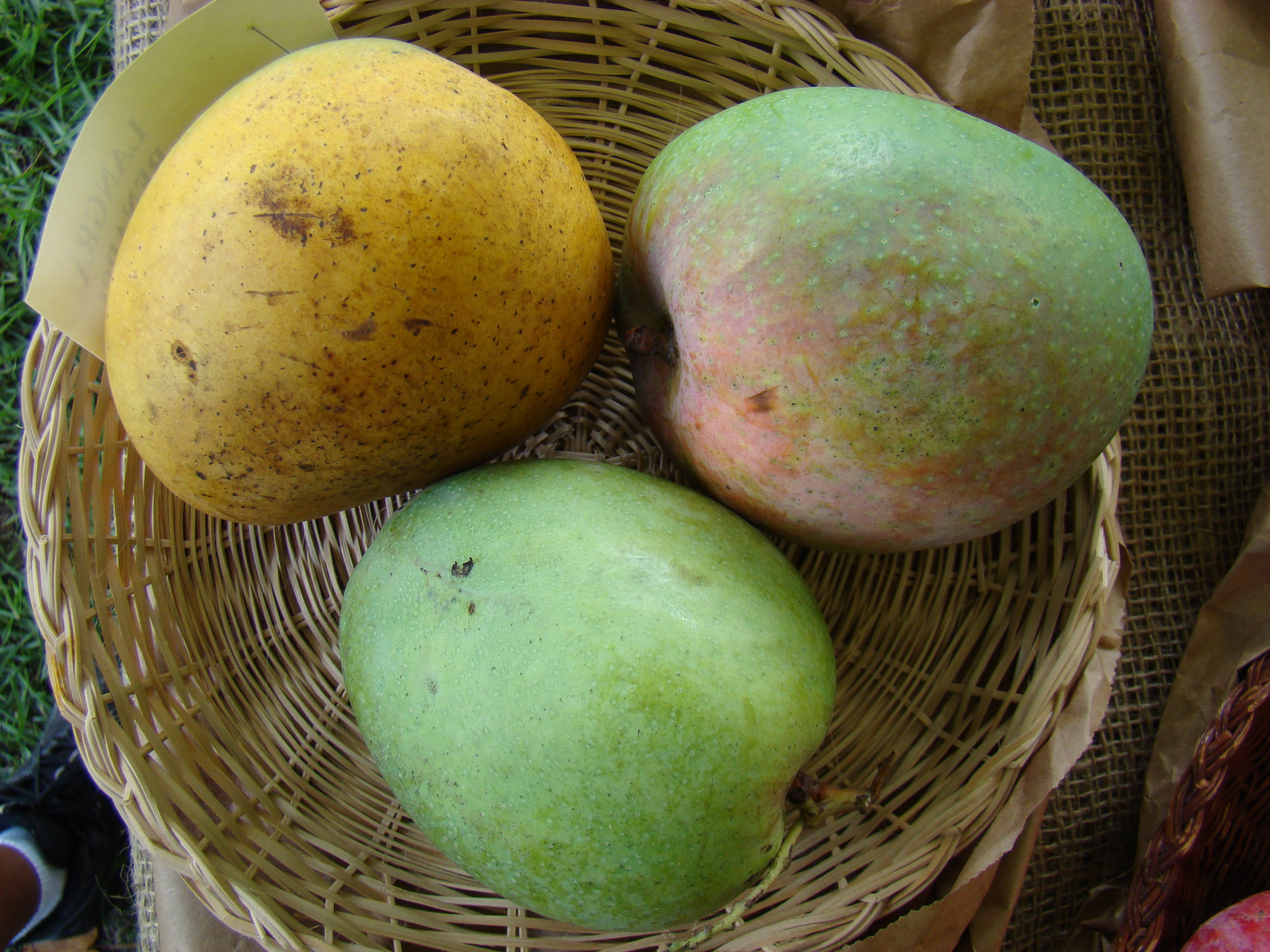
'Langra', un conreu de mango monoembrionari típic de "tipus indi".

Els mangos es van originar a la regió entre el nord-oest de Myanmar, Bangla Desh i el nord-est de l'Índia. El mango es considera un anacronisme evolutiu, segons el qual la dispersió de llavors va ser realitzada una vegada per un farrador evolutiu ara extint, com un mamífer de megafauna.
Des del seu centre d'origen, els mangos van divergir en dues poblacions genèticament diferents: el grup subtropical de l'Índia i el grup tropical del sud-est asiàtic. El grup indi es caracteritza per tenir fruits monoembrionaris, mentre que els fruits poliembrionaris caracteritzen el grup del sud-est asiàtic.
Abans es creia que els mangos es van originar a partir d'un únic esdeveniment de domesticació al sud d'Àsia abans d'escampar-se al sud-est asiàtic, però un estudi del 2019 no va trobar cap evidència d'un centre de diversitat a l'Índia. En canvi, va identificar una diversitat genètica única més alta en els conreus del sud-est asiàtic que en els conreus de l'Índia, cosa que indica que els mangos poden haver estat originalment domesticats primer al sud-est asiàtic abans de ser introduïts al sud d'Àsia. Tanmateix, els autors també van advertir que la diversitat dels mangos del sud-est asiàtic podria ser el resultat d'altres motius (com la hibridació interespecífica amb altres espècies de Mangifera natives de ll'ecoregió de Malèsia). No obstant això, l'existència de dues poblacions genètiques diferents identificades per l'estudi indica que la domesticació del mango és més complexa del que s'havia suposat anteriorment i almenys indicaria múltiples esdeveniments de domesticació al sud-est asiàtic i al sud d'Àsia.

## Fitòquímica
Nombroses substàncies fitoquímiques estan presents a la pell i la polpa de la mango, com el triterpèn lupeol. Els pigments de la pell de la mango que s'estudien inclouen carotenoides, com el compost provitamina A, beta-carotè, luteïna i alfa-carotè, i polifenols, com la quercetina, el kaempferol, l'àcid gàl·lic, l'àcid cafèic, les catequines i les tanines. La mango conté un xantonoid únic anomenat mangiferina.
El contingut de substàncies fitoquímiques i nutrients varia segons les diferents varietats de mango. S'han aïllat fins a 25 carotenoides diferents de la polpa de mango, el més dens dels quals és el beta-carotè, que dona la pigmentació groc-taronja a la majoria de les varietats de mango. Les fulles de mango també contenen una quantitat significativa de polifenols, incloent xantonoides, mangiferina i àcid gàl·lic.

## Distribució i hàbitat
Des de l'Àsia tropical, la mango va ser importada a l'Àfrica Oriental per comerciants àrabs i perses en els segles IX i X. El viatger marroquí del segle XIV Ibn Battuta va informar d'això a Mogadíscio. Durant l'època colonial es va difondre a altres regions del món. L'Imperi Portuguès va difondre la mango des de la seva colònia de Goa a l'Àfrica Oriental i Occidental. D'Àfrica Occidental va ser portat al Brasil entre els segles XVI i XVII. Des del Brasil es va difondre cap al nord, fins a la conca del Carib i l'est de Mèxic, a mitjans-finales del segle XVIII. L'Imperi Espanyol també va importar mango directament des de les Filipines a Mèxic a través dels galeons de Manila, almenys des del segle XVI. La mango va ser introduïda a Florida només al voltant de 1833.

## Espècie

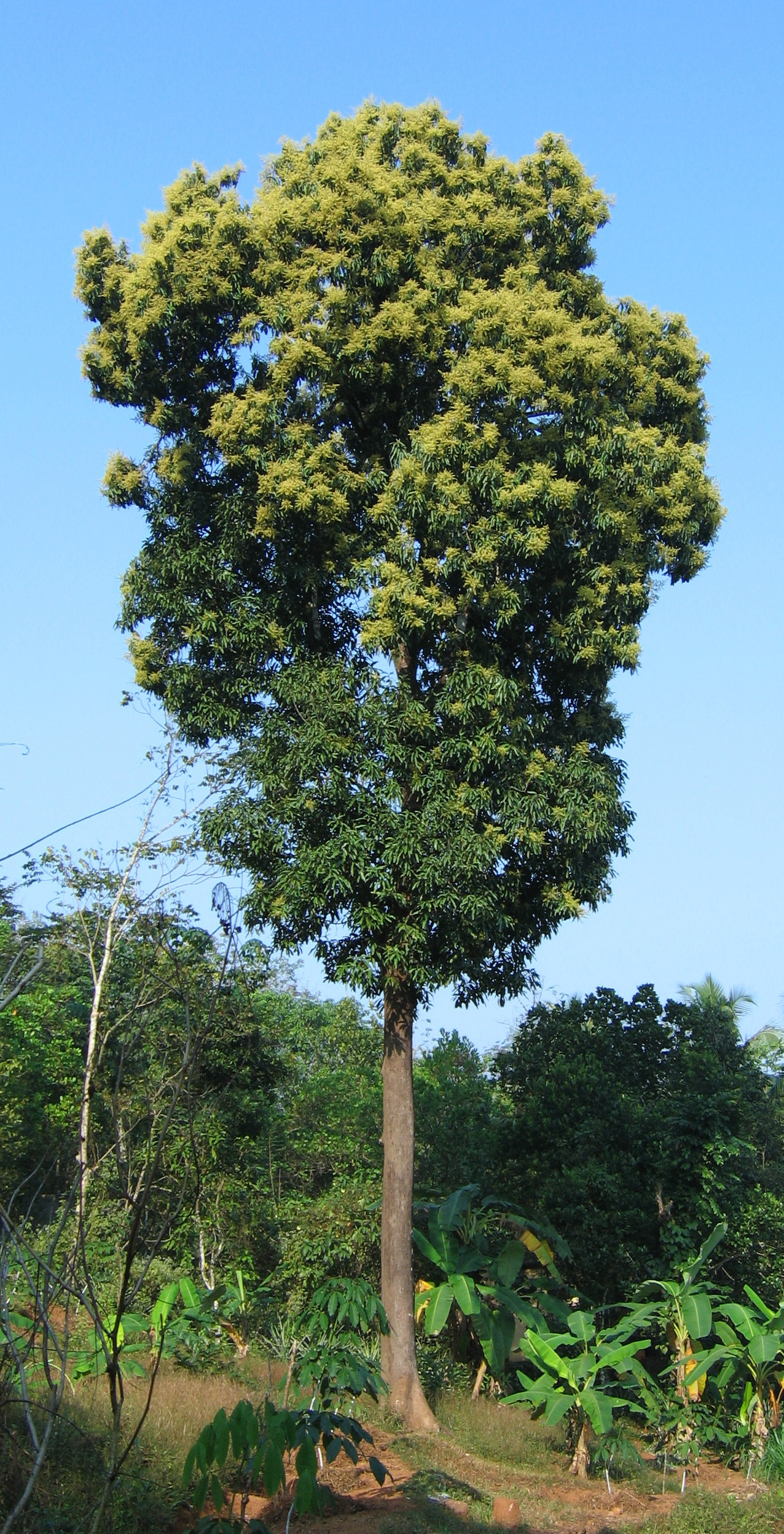
Un mango en plena floració ; Kerala (Índia)

- Mangifera altissima
- Mangifera caesia
- Mangifera camptosperma
- Mangifera casturi
- Mangifera foetida
- Mangifera indica
- Mangifera kemanga
- Mangifera longipes
- Mangifera macrocarpa
- Mangifera odorata
- Mangifera pajang
- Mangifera pentandra
- Mangifera persiciformis
- Mangifera siamensis

## Varietats
- Adam (Algèria)
- Alfonso (Índia)

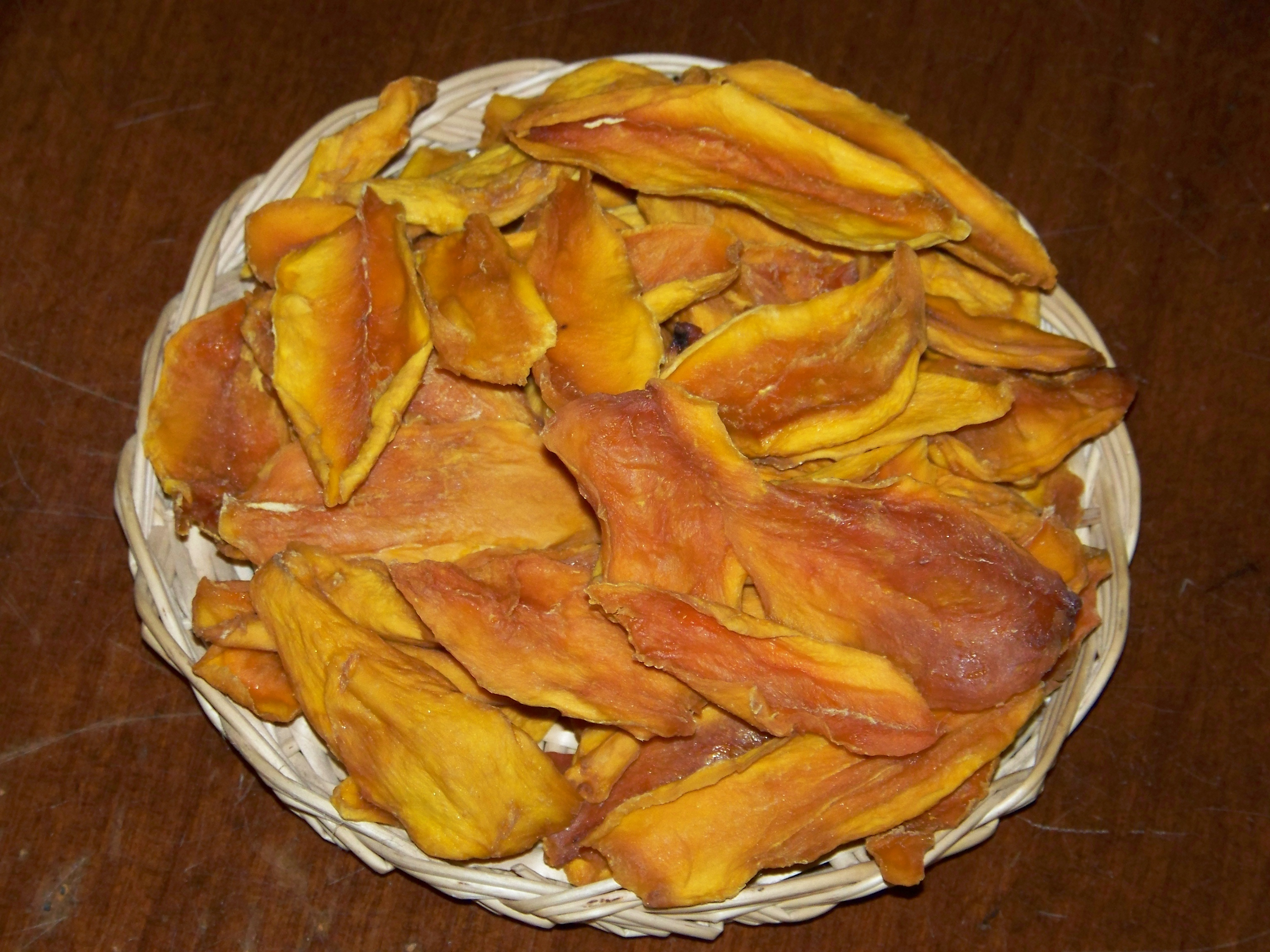
Mangos assecats.

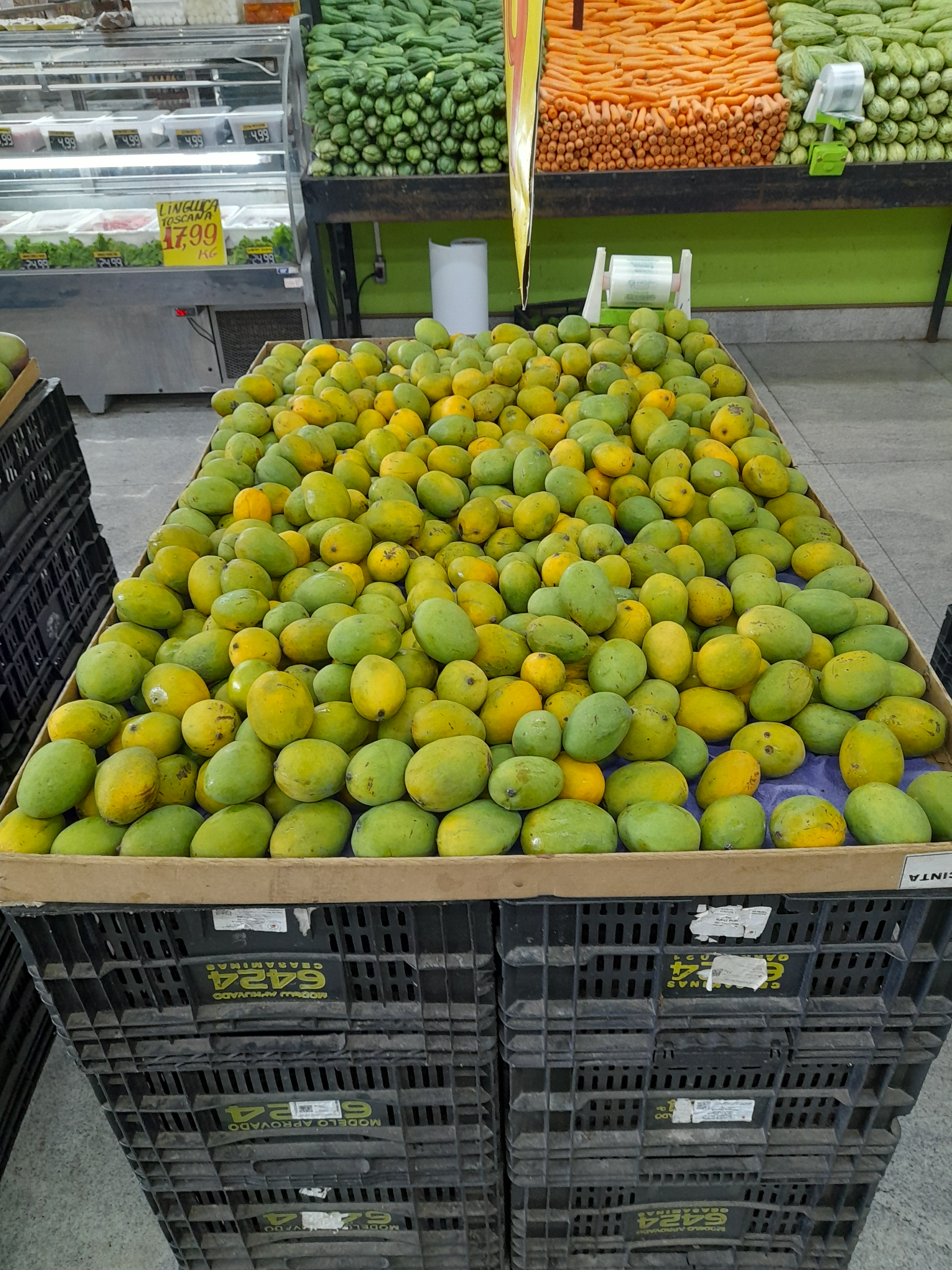
Manga Ubá, Minas Gerais, Brasil.

- Amélie anomenat Gouverneur (Burkina Faso)
- Américaine (Reunió)
- Ataulfo (Mèxic)
- Auguste (Reunió)
- Bassignac (Martinica)
- Blanc (Carib)
- Bonbon (Reunió et Guyana),
- Bowen, mango australians
- Brooks dite Retard (Burkina Faso)
- Carabao (Filipines)
- Cogshall (Reunió),
- Cambodiana (Vietnam)
- Carotte (Reunió)
- Corne (Carib, Haití)
- Crassous (Antilles franceses)
- Dragee (Reunió)
- Edward
- Francique (Carib, Haití)
- Francis (Haití)
- Freycinet (Antilles franceses)
- Haden, amb un fort gust de mel
- Heidi (Reunió)
- Julie (Índies occidentals franceses)
- Mango José (Reunió)
- Irwin, sucós i ferm, aromàtic i saborós, dolç i intens. Els mangos Irwin són molt delicats i, per tant, difícils de trobar
- Julie, de sabor excepcional i mida petita, molt popular, però el seu cultiu és molt complicat
- Keitt
- Kensington
- Kent (Brasil, Perú, Costa d'Ivori, Senegal, República Dominicana, Equador), sense fibres
- Kesar, alt cost
- Leonard (Reunió)
- Mabruka (Egipte)
- Mancurat (Índia), la varietat més cara de l'Índia, de forma rodona, molt saborosa, collita al maig
- Mangofil (Antilles franceses)
- Manille
- Marie-Louise (La Reunió), esfèrica, sense fibres
- Maia (Costa Rica), molt saborosa
- Nam Dok Mai (Tailàndia), el gust varia de taronja a préssec en funció del grau de maduració.
- Ngowe (Àfrica)
- Osteen (Espanya)
- Mel pakistanesa (Pakistan), carn groga, lleuger gust de mel
- Palmer, la collita és primerenca.
- Persinet (Guyana)
- Poma (Índies Occidentals franceses), mida petita
- Reine-Amelie (Índies occidentals franceses)
- Sabre (Seychelles)
- Saobot (Guyana)
- Sensació, arbre que millor resisteix les temperatures fredes
- Taiyō no tamago (en japonès, 太陽のタマゴ o ou del sol) (Miyazaki, Japó), el mango més car del món[23]
- Tommy Atkins, fruita gran amb una deliciosa olor exòtica, amb fibra
- Ubá (Minas Gerais, Brasil)
- Zill, aroma molt intens i polpa carnosa i dolça

## Gastronomia
Els mangos són generalment dolços, tot i que el gust i la textura de la carn varien segons els cultius; alguns, com l'Alphonso, tenen una textura suau, polposa i sucosa, similar a una pruna madura, mentre que d'altres, com el Tommy Atkins, són més ferms, com un meló o un alvocat, de textura fibrosa.
Es pot menjar la pell del mango cru, en escabetx o cuit, però pot causar dermatitis amb el contacte amb els llavis, de la gengiva o de la llengua en persones sensibles.
Els mangos s'utilitzen molt a la cuina. Abans que siguin madurs es poden utilitzar en salses picants, adobats, dals i altres plats de la cuina bengalí. Una beguda d’estiu anomenada aam panna prové dels mangos. La polpa de mango amb gelatina o cuita amb dal vermell i bitxos verds es pot servir amb arròs cuit. El mango lassi és popular a tot el sud d'Àsia, preparat barrejant mangos madurs o polpa amb llet de mantega i sucre. Els mangos madurs també s'utilitzen per fer curri. L'Aamras és un suc espès popular fet de mangos amb sucre o llet i es consumeix amb chapatis o pooris. La polpa de mangos madurs també s'utilitza per fer melmelades anomenades mangada.Andhra aavakaaya és un escabetx fet de mango cru, immadur, polpós i àcid, barrejat amb xili en pols, llavors de fenigrec, mostassa en pols, sal i oli de cacauet. El mango també s'utilitza a Andhra Pradesh per preparar dahl. Els gujarats fan servir el mango per fer chunda.
Els mangos s'utilitzen per elaborar murabba (conserves de fruites), muramba (un menjar dolç amb ratllat de mango), amchur (mango immadur sec i en pols) i escabetxos, inclòs un adobat picant d’oli de mostassa i alcohol. Els mangos madurs solen tallar-se en capes fines, dessecar-se, doblegar-se i després es tallen. Aquestes barres són similars a les barres de fruites de guayaba seques disponibles en alguns països. La fruita també s'afegeix a productes cereals com el muesli i la civada. Els mangos es preparen sovint carbonitzats a Hawaii.
El mango verd immadur es consumeix habitualment amb salsa de peix, vinagre, salsa de soja o amb un rajolí de sal (llisa o picant) a la majoria de zones del sud-est asiàtic, una combinació que normalment es coneix com a "amanida de mango" en anglès. A les Filipines, els mangos verds també es mengen habitualment amb bagoong (peix salat o pasta de gambes). Les tires seques de mango dolç i madur (de vegades combinades amb tamarinde sense llavors per formar mangorind) també són populars. Es poden utilitzar per fer sucs, nèctar de mango i com a ingredient aromatitzant i principal en gelats i sorbets.
El mango s'utilitza per fer sucs, batuts, gelats, barres de fruita, pastissos i salsa de xili dolç, o barrejat amb xamoi, una pasta de xili dolça i picant. És popular en un pal banyat amb xili en pols i sal o com a ingredient principal en combinacions de fruites fresques. A Amèrica Central, el mango es menja verd barrejat amb sal, vinagre, pebre negre i salsa picant, o bé madura de diverses formes.
Els trossos de mango es poden triturar i utilitzar com a cobertura de gelats o barrejar-los amb llet i gel com a batuts. L’arròs dolç i glutinós es condimenta amb coco i se serveix amb mango a rodanxes com a postres. En altres parts del sud-est asiàtic, els mangos s'escabetxen amb salsa de peix i vinagre d’arròs. Els mangos verds es poden utilitzar en amanides de mango amb salsa de peix i gambetes seques. El mango amb llet condensada es pot utilitzar per cobrir gel.

## Nutrients i fitoquímics
Per 100 grams té 40,3 kcal, 0,41 g de proteïnes, 8,4 g hidrats de carboni, 0,3 g de lípids, 1,1 g de fibra, 0,26 mg de ferro, 112 mg de potassi, 7,9 mg de calci, 11,9 mg de magnesi, 0,03 mg de vitamina B1, 0,44 mg de vitamina B3 i 24,4 mg de vitamina C.
Té molts productes fitoquímics i nutrients. La polpa del fruit és alta en fibra dietètica i vitamina C prebiòtica, diversos polifenols i carotenoides provitamina A. És ric en sucres i betacarotè. També té triptòfans.

## Fruita antioxidant
El fruit del mango és ric en (àcid màlic, palmític, p-cumàric i mirístic), vitamina C i, especialment, pel seu alt contingut en vitamina A, el fruit del mango constitueix una bona fruita antioxidant. Entre els seus flavonoides es troben la quercetina i el camferol.